# Định lý về ba đường conic

Định lý về ba đường conic

Định lý về ba đường conic được phát biểu như sau nếu ba đường conic đi qua hai điểm chung. Khi đó đường thẳng nối cặp giao điểm còn lại của cặp hai đường conic trong ba đường này sẽ đồng quy. Đường tròn là một đường conic với hai điểm tại vô cùng. Định lý này là trường hợp tổng quát của định lý tâm đẳng phương của ba đường tròn.. Định lý về ba đường conic cũng là một mở rộng của định lý Pascal.